# Edda Garðarsdóttir
Edda Garðarsdóttir (* 15. Juli 1979 in Reykjavík) ist eine ehemalige isländische Fußballspielerin. Die Mittelfeldspielerin spielte von 1997 bis 2013 für die isländische Nationalmannschaft und bis 2013 für verschiedene Vereine in Island, Schweden und England.

## Vereinskarriere
Edda debütierte im Jahre 1992 mit 13 Jahren für den isländischen Verein KR Reykjavík in der isländischen Liga, für den sie bis auf kurze Abstecher zu anderen Vereinen überwiegend spielte. 1993, 1997, 1998 und 1999 gewann sie mit KR und 2005 mit Breiðablik die Meisterschaft. Zudem gewann sie 1999, 2002, 2007 und 2008 mit KR und 2005 mit Breiðablik den Pokalwettbewerb „Bikarkeppni kvenna“. Während der vier Spielzeiten in Schweden belegte sie mit KIF Örebro dreimal den fünften Platz in der Damallsvenskan, entging in der letzten Saison aber knapp dem Abstieg. Danach wechselte sie nach England, wo sie bei Chelsea aber nur zu fünf Einsätzen kam und bereits im Juli 2013 nach der EM 2013 wieder in ihre Heimat zu Valur wechselte, wo sie am 14. September 2013 am letzten Saisonspieltag ihr letztes Ligaspiel bestritt und Vizemeister wurde.

## Nationalmannschaft
Ihr erstes A-Länderspiel absolvierte Edda am 7. September 1997 als Island im Rahmen der WM-Qualifikation zum ersten Mal gegen die Ukraine spielte und sie in der 79. Minute für Margrét Rannveig Ólafsdóttir eingewechselt wurde, die in diesem Spiel erstmals ausgewechselt wurde. Zuvor hatte sie bereits fünf Länderspiele für die U-17, ein Spiel für die U-19 und acht Länderspiele für die U-21-Mannschaften bestritten, für die sie auch noch weitere Spiele bestritt, nachdem sie schon A-Nationalspielerin war.
Sie war Teil des Kaders bei der Fußball-Europameisterschaft der Frauen 2009 in Finnland, für die sich Island erstmals qualifizieren konnte und wurde in zwei Spielen eingesetzt. Die Mannschaft schied ohne Punkte aus dem Turnier aus, verlor dabei aber gegen Norwegen und Deutschland nur jeweils knapp mit 0:1.
Beim Algarve-Cup 2011 erreichte sie mit ihrer Mannschaft überraschend das Finale, verlor dies aber gegen Rekordsieger USA. Dabei hatten sie in der Gruppenphase die früheren Algarve-Cup-Gewinner China und Schweden ausgeschaltet.
Am 11. März 2013 machte sie beim Algarve-Cup 2013 gegen die Volksrepublik China als zweite Isländerin nach Rekordnationalspielerin Katrín Jónsdóttir ihr 100. Länderspiel. Danach kam sie nur noch zu drei weiteren Länderspielen. Ihr letztes Länderspiel bestritt sie am 1. Juni 2013 in der EM-Vorbereitung gegen Schottland. Sie wurde dann aber nicht in den Kader für die EM 2013 berufen.

## Privates
Im Juni 2012 bekam ihre Partnerin, die isländische Nationalspielerin Ólína Guðbjörg Viðarsdóttir ihr erstes Kind.